# Andréi Piatnitski
Andréi Vladímirovich Piatnitski (n. Taskent, Unión Soviética, 27 de septiembre de 1967) es un exfutbolista uzbeko, nacionalizado ruso. También ha ejercido como entrenador. Es uno de los dos jugadores en la historia, junto a Ájrik Tsveiba, en jugar para cuatro selecciones diferentes: Unión Soviética, Comunidad de Estados Independientes, Uzbekistán y Rusia.

## Clubes
| Club                 | País            | Año       | Partidos | Goles |
| FC Pajtakor Tashkent | Unión Soviética | 1985      | 25       | ¿?    |
| PFC CSKA Moscú       | Unión Soviética | 1986-1987 | 32       | 5     |
| FC Pajtakor Tashkent | Unión Soviética | 1988-1991 | 120      | 25    |
| FC Spartak Moscú     | Rusia           | 1992-1997 | 100      | 17    |
| FC Sokol Saratov     | Rusia           | 1998      | 2        | 1     |